# Премия TVyNovelas за лучшую многожанровую программу
Премия TVyNovelas за лучшую многожанровую программу (исп. Mejor programa de variedades / Mejor programa unitario dramatizado) — престижная ежегодная награда за лучшую многожанровую программу на телевидении Мексики, производства телекомпании Televisa, присуждаемая в рамках премии TVyNovelas.
Эта номинация появилась в 2013 году в результате разделения номинации «Лучшая музыкальная или развлекательная программа» (исп. Mejor programa musical o de variedades) на подкатегории «Лучшая развлекательная программа» и «Лучшая многожанровая программа». Первая награда в этой номинации была вручена в 2013 году программе «Роза Гваделупе».

## Номинанты и победители
В списке приведены сведения о номинантах и победителях, сгруппированные по церемониям (годам) и десятилетиям. В таблицы включены имена исполнительных продюсеров и названия программ, за которые получена номинация.
Победители каждого года указаны первыми в списке, выделены полужирным шрифтом на золотом фоне.

### 2010-е
| Год  | Название программы                        | Исполнительный продюсер        |
| ---- | ----------------------------------------- | ------------------------------ |
| 2013 | Роза Гваделупе                            | Мигель Анхель Эррос            |
| 2013 | Как говорится                             | Хеновева Мартинес              |
| 2013 | Семья П. Луче                             | Эухенио Дербес                 |
| 2014 | Роза Гваделупе                            | Мигель Анхель Эррос            |
| 2014 | Как говорится                             | Хеновева Мартинес              |
| 2014 | Ла Си-Кью                                 | Хорхе Ортис де Пинедо          |
| 2015 | Как говорится                             | Хеновева Мартинес              |
| 2015 | Чудесная надежда (исп. Hermosa esperanza) | Габриэль Васкес Балман         |
| 2015 | Лаура (исп. Laura)                        | Мария Эухения Сильва Альварадо |
| 2015 | Роза Гваделупе                            | Мигель Анхель Эррос            |
| 2016 | Как говорится                             | Хеновева Мартинес              |
| 2016 | Роза Гваделупе                            | Мигель Анхель Эррос            |
| 2016 | Лаура (исп. Laura)                        | Лаура Боссо                    |
| 2017 | Как говорится                             | Хеновева Мартинес              |
| 2017 | Роза Гваделупе                            | Мигель Анхель Эррос            |
| 2018 | Роза Гваделупе                            | Мигель Анхель Эррос            |
| 2018 | Как говорится                             | Хеновева Мартинес              |
| 2019 | Роза Гваделупе                            | Мигель Анхель Эррос            |
| 2019 | Как говорится                             | Хеновева Мартинес              |
| 2019 | Лицом к истине                            | Рубен Халиндо                  |

## Рекорды и достижения
- Программа, получившая наибольшее количество наград (4):
  - Роза Гваделупе
- Программа, имеющая самое большое количество номинаций (7):
  - Роза Гваделупе
  - Как говорится
- Программа, имеющая самое большое количество не выигранных номинаций (2):
  - Лаура (исп. Laura)
- Программа, выигравшая номинацию с самым маленьким интервалом между победами:
  - Как говорится (2015, 2016 и 2017) — 3 года подряд
- Программа, выигравшая номинацию с самым длительным интервалом между победами:
  - Роза Гваделупе (2014 и 2018) — 4 года